# Orphulella quiroga
Orphulella quiroga är en insektsart som beskrevs av Otte, D. 1979. Orphulella quiroga ingår i släktet Orphulella och familjen gräshoppor. Inga underarter finns listade i Catalogue of Life.